# Сигетец Лудбрешки
Сигетец Лудбрешки је насељено место у саставу града Лудбрега у Вараждинској жупанији, Хрватска. До територијалне реорганизације у Хрватској налазио се у саставу старе општине Лудбрег.

## Становништво
На попису становништва 2011. године, Сигетец Лудбрешки је имао 667 становника.

## Попис1991.
На попису становништва 1991. године, насељено место Сигетец Лудбрешки је имало 736 становника, следећег националног састава:
| Попис 1991.‍  | Попис 1991.‍  | Попис 1991.‍ | Попис 1991.‍ | Попис 1991.‍ |
| ------------ | ------------ | ----------- | ----------- | ----------- |
|              |              |             |             |             |
| Хрвати       | Хрвати       |             | 733         | 99,59%      |
| Македонци    | Македонци    |             | 1           | 0,13%       |
| Словенци     | Словенци     |             | 1           | 0,13%       |
| неопредељени | неопредељени |             | 1           | 0,13%       |
| укупно: 736  |              |             |             |             |